# Pal André Helland
Pål André Helland (Hemne, 4 januari 1990) is een Noorse profvoetballer die doorgaans als vleugelspeler speelt.  Hij verruilde IL Hødd in juli 2013 voor Rosenborg BK. Helland debuteerde in 2015 in het Noors voetbalelftal.

## Erelijst
IL Hødd
- Noorse voetbalbeker 2012

 Rosenborg BK
- Noors landskampioen 2015
- Noorse voetbalbeker 2015